# Hiroshi Matsumoto (Jazzmusiker)
Hiroshi Matsumoto (jap. 松本 博, Matsumoto Hiroshi; * um 1945) ist ein japanischer Jazzmusiker (Vibraphon, Piano, auch Keyboards, E-Piano).
Hiroshi Matsumoto, der ab den 1960er-Jahren in der Tokioter Jazzszene arbeitete, nahm mit seiner Band Hiroshi Matsumoto & The Bluenights ein Bossa-Nova-Album auf (Bossa Nova in Tokyo, Nivico 1967). Das folgende Album My Funny Valentine (Columbia, mit Akira Miyazawa, Hideo Ichikawa, Sadanori Nakamure, Tsuneo Shibata, Kazunori Kondo und der Sängerin Mizue Yamazaki) folgte 1968. Er spielte 1969 bei Sadao Watanabe; gemeinsam mit dem Hideo-Ichikawa-Quartett legte er 1969 das Studioalbum Megalopolis vor, gefolgt von Groovy Indeed, das um 1970 entstand und an dem Koji Hatori (tp), Yasuhiro Tomoto (tb), Akira Miyazawa, Masaru Imada, Sadanori Nakamure, Masaoki Terakawa und Takeshi Inomata mitwirkten.
In den 1970er-Jahren spielte er u. a. mit Shigeharu Mukai, Takao Uematsu, Kazumi Watanabe, Kazuo Takeda, Shuichi Murakami, Shigeru Okazawa und Hidefumi Toki in der Formation Kaleidoscope (gleichnamiges Album erschien 1978 bei Denon), außerdem mit Kazumi Watanabe, Yasuaki Shimizu und Bingo Miki. Im Bereich des Jazz war er zwischen 1968 und 1980 an 10 Aufnahmesessions beteiligt, zuletzt mit Himiko Kikuchi (Flashing, u. a. mit Ernie Watts).